# Anexe Savojska

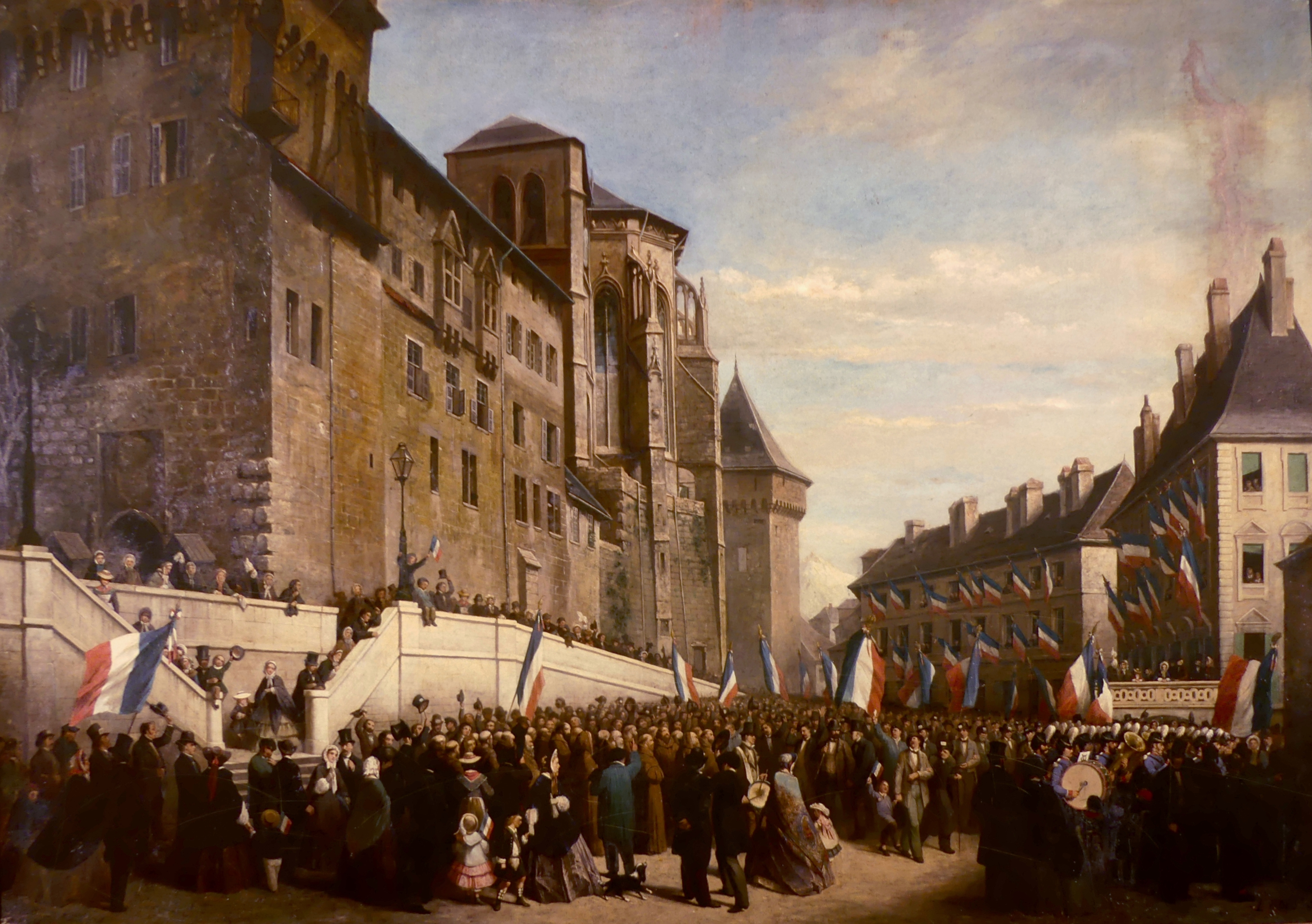
Lidé v Chambéry mávají francouzskými vlajkami před zámkem vévodů během připojení Savojska k Francii v roce 1860.

Annexe Savojska je obecný název používaný pro připojení (réunion, podle výrazu použitého ve smlouvě) Savojska (budoucí departmenty Savojsko a Horní Savojsko), tou dobou součástí Sardinského království, k Francii v roce 1860. Stalo se tak na základě dohody mezi oběma zeměmi, kdy Francie získala tato území výměnou za pomoc ve válce proti Rakousku. Ačkoliv bylo vévodství okupováno, resp. anektováno opakovaně, termín se odkazuje na ustanovení o připojení ve smyslu prvního článku Turínské smlouvy z 24. března 1860.